# A kis Valentinó
A kis Valentinó 1979-ben bemutatott magyar fekete-fehér filmdrámája, amit Jeles András rendezett a saját maga és Tóth Zsuzsa által írt forgatókönyvből. A történet egy szövetkezet fuvarozófiújáról szól, aki egy nap nem adja fel a rá bízott pénzt, hanem inkább elkölti. A főszereplők közt megtalálható Opoczki János, Iványi István, Farkas József, Ladányi Dénes és Székács Béláné. A filmet 1979. november 8-án mutatták be a mozikban, 2013. november 13-án pedig a Magyar Nemzeti Digitális Archivum és Filmintézet adta ki DVD-n.

## Cselekmény
Sz. László huszonéves fiatal, aki egy Pest környéki szövetkezetnek a kocsikísérője. Egy napon azonban nem adja fel a postán az éppen rábízott összeget, 15 ezer forintot, hanem megtartja magának. László céltalanul útnak indul, hogy elköltse a pénzt és kiélvezze azokat a dolgokat, amikhez keresete miatt nem lenne lehetősége. Azonban hiába költekezi el magát egy másmilyen élet reményében, amire mindig is vágyott, a nap végére ugyanolyan céltalannak és üresnek érzi az életét, mint eddig.

## Szereplők
- Sz. László (Opoczki János)
- Józsikám (Iványi István)
- Idős taxis (Farkas József)
- Dénes (Ladányi Dénes)
- Amál (Székács Béláné)
- Irén (Lévai Ferencné)
- László anyja (Árpa Sándorné)
- Frész úr (Molnár Iván)
- Újságárus (Ipacs Oszkár)
- Vezetőnő (Juhász Jolán)

## Díjak, elismerések
- Magyar Filmkritikusok Díja (1980)
  - díj: legjobb elsőfilmes rendező – Jeles András
- Új Budapesti Tizenkettő (2000)